# Elaamria
Elaamria (franska: Elaamria (CR), Elaamria (Commune Rurale), arabiska: الدشرة) är en kommun i Marocko.   Den ligger i provinsen El Kelaâ des Sraghna och regionen Marrakech-Safi, i den norra delen av landet, 200 km söder om huvudstaden Rabat. Antalet invånare är 8 382.